# Japanner (konijn)
De japanner is een middelgroot konijnenras uit Frankrijk (in tegenstelling tot wat de naam doet vermoeden). Het ras is ontstaan uit kruisingen tussen verwilderde konijnen en driekleurige hollanders. 
Door de unieke vachtkleur wilde men hier een apart ras van maken. De eerste konijnen van dit ras werden tentoongesteld in 1887 onder de naam Lapin Japonais. In Groot-Brittannië en de Verenigde Staten werd het konijn Harlequin genoemd.
De japanner is vriendelijk en levendig. Ze zouden geschikt zijn als huisdier.